# 達納·德拉尼
達納·德拉尼（英語：Dana Delany，1956年3月13日—）是一位美國女演員、監製，出生於美國紐約州紐約市。其著名電視影集作品包括美國廣播公司影集《中国海滩系列》中飾演Colleen McMurphy、《慾望師奶》系列中飾演孟嘉蓮(Katherine Mayfair)
、《逝者之證》系列中飾演孔美瑾"(Megan Hunt)以及全國廣播公司影集《綁架》中飾演Ellie Rand Cain，其中憑著《中国海滩系列》中的演出而榮獲兩屆黃金時段艾美獎劇情類最佳女主角(1989,1992)，此外亦曾於多部影集中客串及常規演出，包括《法律與秩序：特殊受害者》、《波士頓法律》、《賈神探》等。電影方面，她亦於多部著名電影演出。

## 外部連結
- 達納·德拉尼的X（前Twitter）
- 達納·德拉尼在互联网电影资料库（IMDb）上的資料（英文）
- 互聯網百老匯資料庫（IBDB）上Dana Delany的資料（英文）
- 在AllMovie上達納·德拉尼的頁面（英文）
- Dana Delany在TV Guide
- Dana Delany at Emmys.com （页面存档备份，存于）